# Touiref
Touiref (arabe : الطويرف) est une ville du Nord-Ouest de la Tunisie.
Rattachée administrativement au gouvernorat du Kef et à la délégation de Touiref, elle forme une municipalité comptant 2 178 habitants en 2014.

## Économie
La région est essentiellement agricole, avec des productions céréalière, de viandes rouges, de lait et de produits forestiers, comme du bois et des grains de pin d'Alep.